# Сант-Антімо
Сант-Антімо (італ. Sant'Antimo, сиц. Sant'Àntimu) — муніципалітет в Італії, у регіоні Кампанія, метрополійне місто Неаполь.
Сант-Антімо розташований на відстані близько 180 км на південний схід від Рима, 14 км на північ від Неаполя.
Населення — 34 055 осіб (2014).
Щорічний фестиваль відбувається 11 травня. Покровитель — Sant'Antimo.

## Демографія
Населення за роками:

Станом на 1 січня 2023 року в муніципалітеті офіційно проживав 1021 іноземець з 42 країн, серед них 128 громадян країн Євросоюзу та 140 громадян України.

## Сусідні муніципалітети
- Аверса
- Казандрино
- Чеза
- Джульяно-ін-Кампанія
- Грумо-Невано
- Меліто-ді-Наполі
- Сант-Арпіно